# ديف سميث (شاعر)
ديف سميث (بالإنجليزية: Dave Smith)‏ هو محرر ومدرس وشاعر أمريكي، ولد في 19 ديسمبر 1942 في بورتسموث في الولايات المتحدة.